# 岩部金吾
岩部 金吾（いわべ きんご、1932年（昭和7年）2月26日 - 2021年（令和3年）3月7日）は日本の実業家。元文化シヤッター代表取締役社長。

## 略歴
1932年（昭和7年）2月26日、広島県に生まれる。旧制崇徳中学（現崇徳高等学校）を経て、1956年（昭和31年）に法政大学経済学部を卒業し、ハリウッド化粧品に入社する。1959年（昭和34年）に文化シヤッター入社し、1964年（昭和39年）同社取締役社長室長、1969年（昭和44年）に同社常務取締役、1972年（昭和47年）に同社専務取締役を経て、1989年（平成元年）に同社代表取締役社長に就任する。1995年（平成7年）に同社取締役相談役を経て、1997年（平成9年）に同社代表取締役会長就任。また、社団法人日本シヤッター・ドア協会会長も務めていた。
法政大学では理事及び校友連合会会長、経済学部同窓会会長を務め、卒業生組織の一体化を進めた。。
2016年（平成28年）4月、文化シヤッター取締役相談役就任。
2018年（平成30年）6月26日、同社特別顧問就任。
2021年（令和3年）3月7日、肺炎のため死去。

## 参考
- 月刊BOSS - 経営戦記 - 岩部 金吾
- 5930 文化シヤッター 役員の状況 岩部金吾